# Логотип

Ювілейний логотип Вікіпедії

Логоти́п (дав.-гр. ὀ λόγος — слово, і дав.-гр. ὀ τύπος — знак, відбиток) — графічний або текстовий символ, який представляє якийсь конкретний суб'єкт або об'єкт, наприклад — компанію, організацію, приватну особу або продукт.
Логотип має пряме відношення до словесного знаку, але одночасно може бути наділений усіма ознаками знака — ще й зображувальним та комбінованим [Максимова]. Комбіновані фірмові/товарні знаки вміщують у себе знаки зображувального й словесного виду. Композиція таких знаків може бути поєднанням: рисунку та слова, рисунку та літери, рисунку та цифри, слів та літер, літер та цифр.

## Походження назви
Історично, в типографіці «логотипом» називали літеру ручного набору з найбільш використовуваними складами або словами. Типографічні логотипи застосовували на ранніх стадіях книгодрукування для прискорення процесу набору.

## Призначення
В ідеалі логотип повинен вирішувати 6 функцій:
- Фактичну
- Експресивну
- Референтну
- Імпресивну
- Поетичну
- Металінгвистичну

Компанія або група можуть використовувати логотип під час надання послуг чи на товарах, що продають, на кореспонденції, і в рекламі. Коли людина впізнає зображення відомого їй логотипу, то людина знає, що позначена логотипом річ належить цій компанії.

### Top 5

## Виконання (вирішення)
Вирішення логотипу може досягатися
- шрифтовою гарнітурою та її стилістикою
- графічно-пластичним, композиційним та колористичним вирішенням
- словом-образом
- літерою-образом[3].

Більшість логотипів виконанні як прості малюнки з невеликою кількістю кольорів. Певна частина логотипів зображена виключно в чорно-білій гамі.

## Реєстрація. Патентна чистота і сумлінна конкуренція
У багатьох країнах, компанії та групи повинні реєструвати в урядових організаціях логотип, під котрим працюють. Якщо вчасно не зареєструвати логотип , то будь-яка інша компанія може легко його скопіювати та використовувати у власних цілях. Наявність авторських прав є гарантією захисту інтелектуальної власності. Кожна країна має свої нюанси в проведенні даної процедури. Це може полягати у відмінностях органів, що реалізують реєстрацію, вартості представленої послуги, а також термінах її проведення. Зробивши це, уряд може допомогти зупинити використання того же самого логотипу іншою компанію або групою. Таким чином, кожен може бути впевнений, що логотип використовується тільки тими, хто його зареєстрував першим. Інколи зареєстровані логотипи називають «торговою маркою».